# Von Hofsten
von Hofsten (skrivs av vissa ättemedlemmar Hofsten och har skrivits Hofstenius) är ett svenskt efternamn, som bärs av medlemmar av en svensk adelsätt, och som fått sitt namn från en plats med samma namn – Hofsten (Hovsten) i Köla socken i Värmland – varifrån den uppges härstamma.

## Vapen
Ättens vapen utgörs enligt vapenbeskrivningen av en guldfärgad sköld, där en blå trana håller en sten med högra foten; ovan denna en blå taggig chef, med tre biljetter i silver. Ovanför skölden syns en silverfärgad hjälm. Därtill är det omkringliggande lövverket guld-, silver- och blåmålat. 

## Historia
Den äldste kände stamfadern är bonden Erik Nilsson, som i början av 1600-talet ägde gården Hovsten i Köla församling. Sonen Nils blev kyrkoherde i Arvika församling och antog namnet Hofstenius. En av dennes sonsöner, Bengt Erlandsson Hofsten (1689–1752), blev kommerseråd och adlades 1726 med namnet von Hofsten. Han introducerades 22 september samma år under nr 1794. Originalsköldebrevet är sedan 1992 deponerat hos föreningen Riddarhuset.

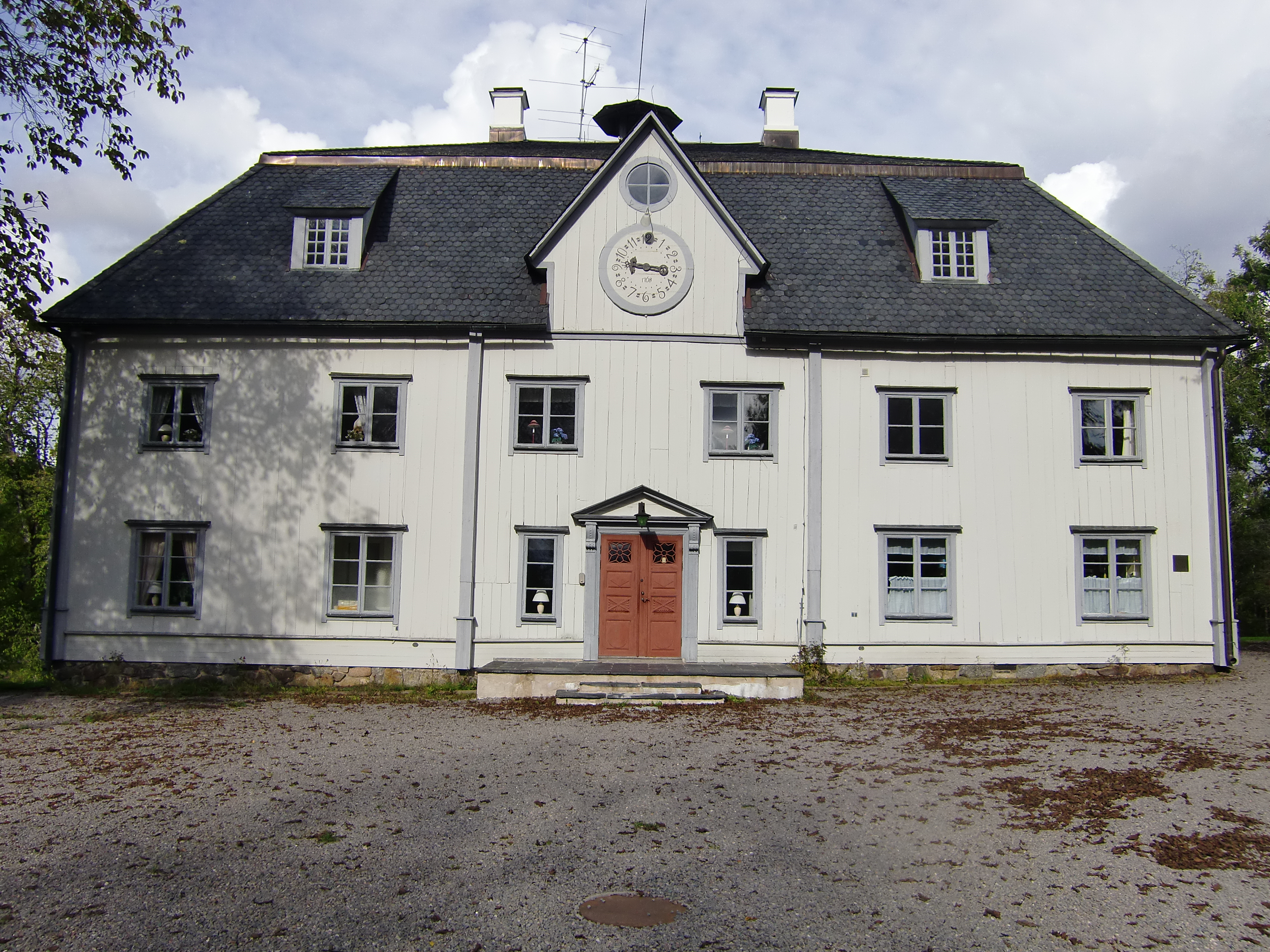
Villingsbergs herrgård i Karlskoga innehades av ätten von Hofsten.

Vissa medlemmar av huvudmannagrenen har tagit avstånd från sitt adelskap och har skrivit sig Hofsten, bland andra statistikern Erland Hofsten och hans maka, redaktör Mirre Hofsten.
Offentlig statistik tillgänglig i september 2018 anger följande antal personer som bosatta i Sverige med namnen
- von Hofsten 184
- Hofsten 74

Tillsammans blir detta 258 personer.

## Personer med efternamnet von Hofsten eller Hofsten
- Angelica von Hofsten (1926–2007), botaniker
- Bengt von Hofsten, flera personer
  - Bengt von Hofsten (1689–1752), kommerseråd
  - Bengt von Hofsten (1928–1992), mikrobiolog
  - Bengt von Hofsten (brukspatron) (1747–1826), hovjunkare och brukspatron
- Birgitta von Hofsten (1913–1976), förlagsredaktör och författare
- Eberhard von Hofsten (1850–1905), militär
- Erik von Hofsten (1871–1956), bankman
- Erland von Hofsten, flera personer
  - Erland Hofsten (1911–1996), statistiker
  - Erland von Hofsten (1816–1867), godsägare och politiker
  - Erland von Hofsten (1870–1956), borgmästare och politiker
- Greta Hofsten (1927–1996), journalist och publicist
- Gustaf von Hofsten, flera personer
  - Gustaf von Hofsten (1880–1955), jordbrukare
  - Gustaf von Hofsten (1880–1958), direktör och flygpionjär
  - Gustaf von Hofsten (född 1942), militär
- Hans von Hofsten (1931–1992), militär
- Hugo Olof von Hofsten (1865–1947), konstnär
- Johan Henrik von Hofsten (1844–1921), bruksägare och konstnär
- Johanna Christina von Hofsten (1832–1913), barnboksförfattare, redaktör och stiftsjungfru
- Mirre Hofsten (1925–2016), redaktör
- Nils von Hofsten (1881–1967), zoolog
- Nils von Hofsten (1828–1912), godsägare och politiker
- Sven von Hofsten (1888–1975), metallurg och överingenjör
- Wilhelm von Hofsten (1853–1918), militär och kabinettskammarherre